# Chorthippus darvazicus
Chorthippus darvazicus is een rechtvleugelig insect uit de familie veldsprinkhanen (Acrididae). De wetenschappelijke naam van deze soort is voor het eerst geldig gepubliceerd in 1951 door Mishchenko.
1. ↑  (en) Chorthippus darvazicus op de IUCN Red List of Threatened Species.